# Paolo Cicala
Paolo Cicala conte di Collesano (... – 1231) è stato un nobile e politico italiano del XIII secolo.

## Biografia
Originario di Nola, apparteneva ad un ramo collaterale del ceppo napoletano dei Cicala dei Signori di Castelcicala, e giunse in Sicilia sul finire del XII secolo, quando l'isola passò sotto il dominio degli Hohenstaufen. Sposò la nobildonna Sica Mosca, figlia di Riccardo, da cui ebbe quattro figli, Andrea, Matteo, Simone ed una figlia di cui risulta ignota l'identità.
Nel 1201, risulta essere feudatario di Alife, in Campania, con il titolo di conte; nel 1202 ottenne da re Federico I di Sicilia, la terra di Collesano con il titolo di conte e la signoria sul castello di Caccamo, ambedue in Sicilia, nel Val di Mazara. Nel 1205, donò alla Diocesi di Cefalù - il cui vescovo era il fratello Giovanni - il territorio della Roccella, dove fu costruito l'ospedale per i poveri. In quello stesso anno, perse Alife, occupata da Diopoldo d'Acerra, che ottenne l'infeudazione per il fratello Sigfrido.
Di posizioni filopapali, nel 1200 fu oppositore all'accordo del cancelliere del Regno, il vescovo Gualtiero di Palearia con Marcovaldo di Annweiler, che assicurava a quest'ultimo la partecipazione al governo dell'isola. Perciò fu nominato, probabilmente dai familiari rimasti fedeli al Papa, regie private masnade magister comestabulus, cioè comandante della guardia di corte e capo delle loro truppe. Nel 1205, Cicala ebbe la nomina a Gran connestabile del Regno.
Nel 1209, il Conte di Collesano fu tra quei nobili che organizzarono la congiura contro l'Imperatore Federico, il quale, con l'appoggio dei cavalieri catalani venuti in Sicilia al seguito della moglie Costanza d'Aragona, aveva inaugurato una politica di revoca dei feudi di chiara impronta antinobiliare. Allora, in seguito alla rivolta fallita, il Cicala sembra aver perso il feudo di Caccamo, che Federico II nel 1215 donò alla Diocesi di Palermo.
Nel 1216, donò al Monastero di Montevergine la località di Roccella presso Collesano, insieme con un mulino e una rendita in denaro. Nel marzo del 1218, il vescovo Aldoino di Cefalù dette il suo consenso a questa donazione, visto che il Cicala in precedenza aveva donato Roccella alla Chiesa di Cefalù, e permise anche la costruzione della chiesa di San Filippo a Collesano che dipendeva dal monastero.
Morì probabilmente nel 1231, poiché a quell'anno il figlio primogenito Andrea risulta essere feudatario di Collesano, ma senza il titolo di conte.